# الكسندر ر. غرانت
الكسندر ر. غرانت (بالإنجليزية: Alexander R. Grant)‏ هو محامي وقاضي وسياسي أمريكي، ولد في 28 نوفمبر 1925 في شيكاغو في الولايات المتحدة، وتوفي في 22 يوليو 2001. حزبياً، نشط في الحزب الجمهوري. وقد انتخب عضو جمعية ولاية ويسكونسن.